# Thomas Banchoff
Thomas Francis Banchoff (1938) é um matemático estadunidense, especialista em geometria. É professor da Universidade Brown, onde leciona desde 1967. é conhecido por suas pesquisas em geometria diferencial em três e quatro dimensões, por seus esforços em desenvolver métodos de computação gráfica no início da década de 1990, e mais recentemente por seu trabalho pioneiro em métodos de educação de graduação utilizando recursos online.
Banchoff estudou na Universidade de Notre Dame e obteve um Ph.D na Universidade da Califórnia em Berkeley em 1964, orientado por Shiing-Shen Chern. Em 2012 foi eleito fellow American Mathematical Society. Foi presidente da Mathematical Association of America.

## Publicações selecionadas
- com Stephen Lovett: Differential Geometry of Curves and Surfaces, A. K. Peters 2010
- com Terence Gaffney, Clint McCrory: Cusps of Gauss Mappings, Pitman 1982
- com John Wermer: Linear Algebra through Geometry, Springer Verlag 1983
- Beyond the third dimension: geometry, computer graphics, and higher dimensions, Scientific American Library, Freeman 1990
- Triple points and surgery of immersed surfaces. Proc. Amer. Math. Soc. 46 (1974), 407–413. (concerning the number of triple points of immersed surfaces in {\displaystyle R^{3}}.)
- Critical points and curvature for embedded polyhedra. J. Differential Geometry 1 (1967), 245–256. (Theorem of Gauß-Bonnet for Polyhedra)